# Klostertaler Gscheid
Das Klostertaler Gscheid ist ein 764 m ü. A. hoher Gebirgspass im südlichen Niederösterreich, der das nordöstlich davon gelegene Klostertal samt der Ortschaft Klostertal mit dem südwestlich gelegenen Voisbachtal samt der Ortschaft Vois (Gemeinde Schwarzau im Gebirge) verbindet. Das Gscheid trennt die Gutensteiner Alpen im Norden von der Rax-Schneeberg-Gruppe im Süden.

## Infrastruktur
Auf der Passhöhe steht eine kleine Kapelle. Über den Pass führt die asphaltierte Landesstraße L134. Die Straße verläuft von Nordost nach Südwest entlang den nördlichen Abhängen des Schneebergs. Westlich und östlich des Passes gibt es Aufstiegsmöglichkeiten zum Schneeberg. Aufgrund der dünnen Besiedlung der Region und der Lage abseits großer Durchgangsrouten hat der Pass nur eine lokale Bedeutung und eine schwache Verkehrsnachfrage. Daher ist er bei Motorradfahrern beliebt. Es gibt keine Wintersperre, der Pass wird nur in äußerst selten auftretenden Extremsituationen wegen Lawinengefahr gesperrt.

## Geologie
Das Klostertaler Gscheid liegt wie der nahe Schneeberg in den Nördlichen Kalkalpen, jedoch in der tektonisch tieferliegenden Göller-Decke, die hier vor allem aus Wettersteindolomit, Lunz-Formation und Hauptdolomit besteht. Vom Hoch- und Kuhschneeberg durch den Kaltwassergraben über die Tränkwiese (auch Trenkwiese geschrieben) zog sich zur letzten Eiszeit bis unter die Passhöhe (Putzenhof) der Trenkwiesengletscher, der eine bedeutende Moräne auch im Bereich der Passhöhe hinterließ.

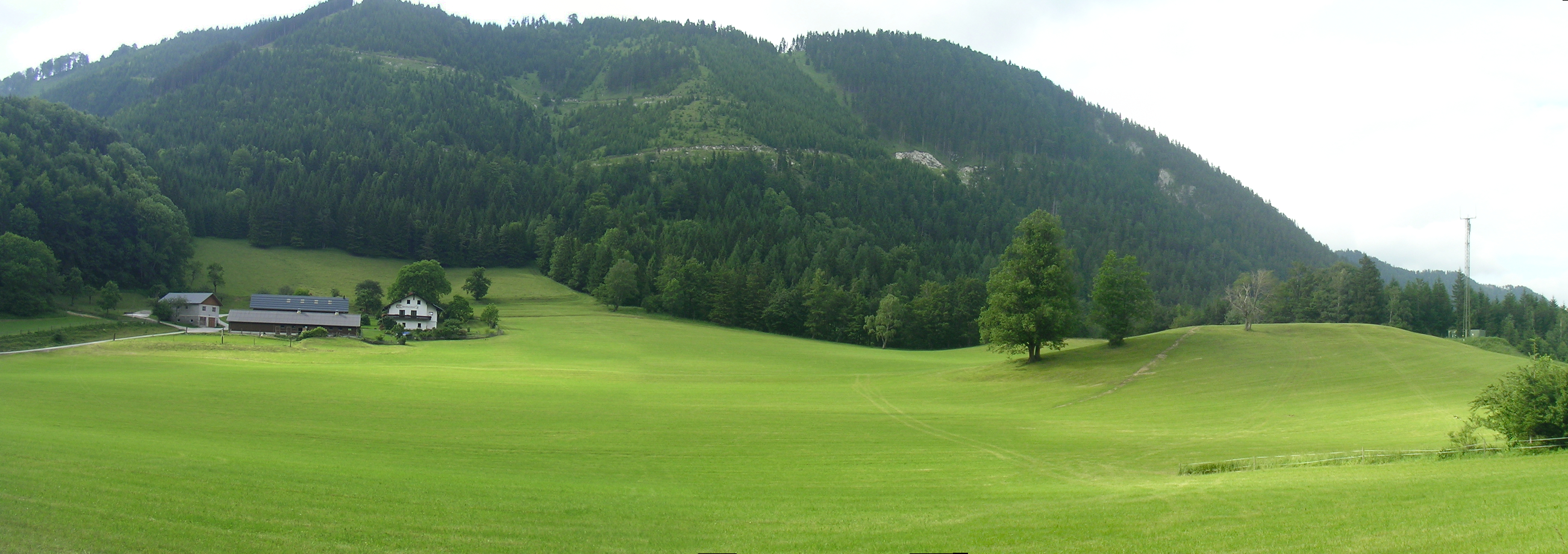
Ausblick Richtung Norden, „Gscheidbauer“ auf grasig bewachsener Lunz-Formation, der sanfte grasige Hügel rechts ist die linke Seitenmoräne